# 반자본주의

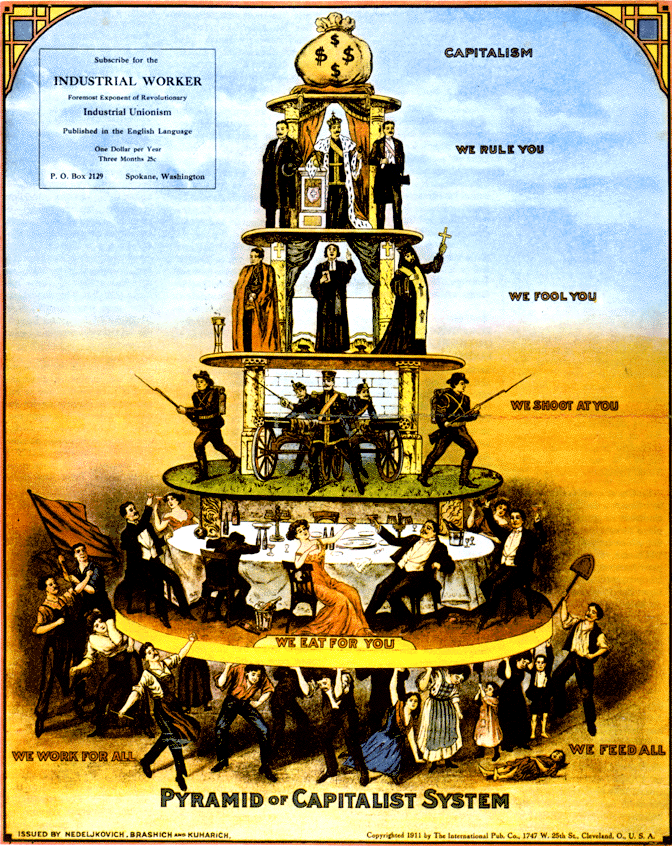
1911년 미국 좌익계 정당은 반자본주의를 선전하기 위해 위와 같이 자본주의 구조의 모순성을 단적으로 나타낸 포스터 그렸다.

반자본주의(영어: Anti-capitalism, 反資本主義)는 자본주의적인 사회, 철학적 현상을 모두 반대하는 사상이다. 반자본주의자들은 반자본주의에서 나타나듯이, 기존의 자본주의 체제와는 엄격히 구분된 체제를 꾸려나가길 원한다. 이 중에서 사회주의자들은 자본주의의 모든 것(사회, 철학, 정치, 경제, 문화)을 비판한다.

## 개요
반자본주의자들은 급진주의적인 성향을 내포하고 있지만, 자본주의적인 사회 양상에 모두 반대하기 때문에 계파에 따라 유흥업소 폐지와 같은 종교적인 양상의 정책도 요구하기도 한다. 적게는 자본주의를 반대하는 전통적 보수주의자들도 있다. 경제학에서는 자본주의는 노동력이 상품화되고, 시장 메커니즘으로 공급선과 수요선의 자동으로 조절되는 체제로 인식되는 경제적인 의미를 주류 내용으로 담고 있으나, 반자본주의자들은 자본주의로 나타나는 인류의 사회, 철학, 정치적 현상을 주류로 비판한다.

### 보수주의의 반자본주의
자유주의와 자본주의의 특성은 수많은 보수주의자의 반발을 샀던 원인이기도 했다. 특히 유럽 대륙에 많은 보수주의자는 문화와 전통이 자본주의적 생산 양식에 따라 왜곡되면서 반자본주의적인 성향을 내포하게 되었다. 르네상스, 계몽주의, 미국 독립, 프랑스 혁명 등 여러 사회 체제가 지나가면서 개인주의와 자유주의의 제도화는 기존 사회 관행에 많이 벗어나게 되었으며, 유럽의 수많은 보수주의자는 자본주의와 전통 가치의 공존을 모색하고 있으나, 그 첫걸음이 국제 자본주의의 엄격한 단속이므로 반자본주의적 성향을 나타낸다.
이들은 타국의 거대한 자본의 유입은 자국의 전통 가치를 상실할 수준을 넘어선다고 예측하고 있다. 그 대표적인 예로 다국적 기업이 여러 국가로 진입하면서 해당 국가들의 전통문화가 해당 다국적 기업이 대표하는 국가(예로는 맥도날드 등의 미국과 여러 유럽 명품)들의 문화가 굳어지는 다국적 기업 문화 현상으로 설명할 수 있으며, 물질욕 때문에 가족마저 살해하는 살벌한 자본주의 체제는 가족 가치를 중시하는 보수주의자들의 반발을 충분히 샀다. 그러나 자본주의는 어디까지나 조절의 여지가 있는 체제이기 때문에 보수주의자들은 사유재산의 허용성 자체를 금기시하는 공산주의보다 자본주의를 옹호한다. 또한 반자본주의적 성향을 나타내는 거의 대부분의 보수주의자들은 전통적 보수주의자들이다.

### 파시즘의 반자본주의
초기 파시즘 이론은 반자본주의, 반공산주의적이었으나 역사적으로 파시즘은 지금껏 자본주의와 사회주의를 혼합한 경제 체제 형태를 갖추고 있었다. 그러나 오직 경제적인 틀에서만 허용이 되었다. 파시스트들은 자본주의적 문화, 철학 등이 존재할 시에 국가에 혼란을 가져오는 마르크스주의자를 양성하고 극단적 개인주의자들을 양성한다고 주장한다. 이 과정에서 무간섭이 필요한 자본주의에 국가주의적인 정책을 혼합해 국가자본주의 내지는 국가사회주의 사이의 체제를 지향했다. 파시즘에서는 자유 시장, 자유 무역, 경제적 개인주의, 소비의 자유, 부르주아적 문화가 통제된다. 현대 네오-파시즘의 반자본주의적 경향은 반세계화와 동반하여 나타난다.

### 여성주의의 반자본주의
여성주의 관련 분파중에서는 사회주의적 여성주의자, 생태여성주의자들은 반자본주의적 성향이 강했다. 자본주의는 인간의 짐승과 같은 욕망을 충족시키기위해 여성의 신체를 상품화했다는 점에서 큰 비판을 했으며, 남성의 욕심과 자본주의의 조화로 전쟁이 탄생했다고 주장했다. 대표적으로 사회주의적 여성주의에서 반자본주의는 진정한 의미의 여성 해방이 일어나기 위해서는 여성도 남성과 같은 경제적 능력을 갖추는데서 비롯된다고 하였다. 즉, 자본주의 체제 안에서 여성의 경제적 능력이 한정되어있기 때문에 자본주의 내에서 여성은 남성에 비해 뒤떨어질 수 밖에 없는 존재로 여겨질 수 밖에 없는 체제로 인식하였다. 그 때문에 사회주의적 여성주의에서 여성은 모두가 평등하게 일하고 벌 수 있는 사회주의적 경제 구조를 지지해야한다고 호소했다. 대한민국에서 대표적인 사회주의적 여성주의자는 허정숙이다. 사회주의적 여성주의자들은 이러한 자본주의적 구조도 비판하지만, 남성에게 의지하여 안일하게 사려는 자본주의적 여성들 또한 비판했다.
또한 생태여성주의에서 반자본주의는 자본주의의 탐욕이 자연을 더럽히고 여성을 상품화한다는 것에서 큰 비판을 했다.

### 사회주의의 반자본주의
사회주의는 공정하고 평등한 자원의 배분과 경제민주주의에 입각한 노동자 기업 소유권 및 자주관리를 옹호함으로써 근본적인 경제적 문제에서 자본주의 이론들을 비판하며 그와 동시에 사회주의는 또한 자본주의의 사회적, 철학적 문제에서도 비판하며 그것은 사회주의가 극단적 개인주의(이기주의와는 다름)를 반대함으로써 나타난다. 사회주의에서 경제는 지역 사회 구조에 따른 협동과 대중이 직접적으로 참여하는 계획 경제를 옹호한다. 사회주의는 극단적 개인주의에 반대하고 개인의 자유보다 사회적 발전을 중시한다는 철학적 가치가 극단화되므로 비민주적인 철학으로 많이 발전되어왔지만(대표적인 예로 파시즘) 국민들의 직접 및 간접적 민주주의, 공유재산제를 옹호하는 개조된 민주주의이기도 하다.
거의 대부분의 사회주의는 자본주의 생산 양식에서 생산수단의 집중으로 인해 생기는 불평등을 제일 큰 문제로 삼아 반자본주의적 성향이 심화되어있다. 여기서 생산수단의 편중은 경제 불균형을 일으키며 더 나아가 전쟁, 인종차별 등 모든 것을 일으키는 주된 원인이라고 주장한다. 사회주의는 아나키즘과 공산주의를 파생시켰는데, 이 두 사상 모두 반자본주의적 가치가 기본이 되어 나온 사상들이다.

### 종교에서의 반자본주의
천주교에서는 고리 대금업을 금지하며, 더 넓은 의미인 기독교에서는 자본주의의 철학적 구조를 비평했다. 수많은 기독교 복음서에서는 인간의 탐욕, 이기심이 신의 뜻에 반하여 나라를 망친다고 묘사되어 자본주의에서의 탐욕에 경고하기도 했다. 그러나 19세기 후반 유물론적 사회주의(마르크스주의)의 등장으로 인해 절대다수의 기독교인들은 사회주의보다는 자본주의적 경제 구조를 지지한다.
불교에서도 마찬가지로 탐욕과 이기심을 억제하기 위해 여러 가지 방면으로 수행을 하며, 수많은 불교 경전에서는 반자본주의적 구절이 많이 등장한다.
이슬람교의 경우는 자본주의의 특권 상업인 금융과 고리 대금을 금지한다.

### 좌파 아나키스트들의 반자본주의
좌파 아나키스트들은 자본주의가 인간의 참자유를 억압하고, 평등을 침해하고, 경쟁적인 폭력을 유발한다고 반대한다.

## 같이 보기
- 공유경제
- 협동조합주의
- 월 가를 점거하라